# Браклес

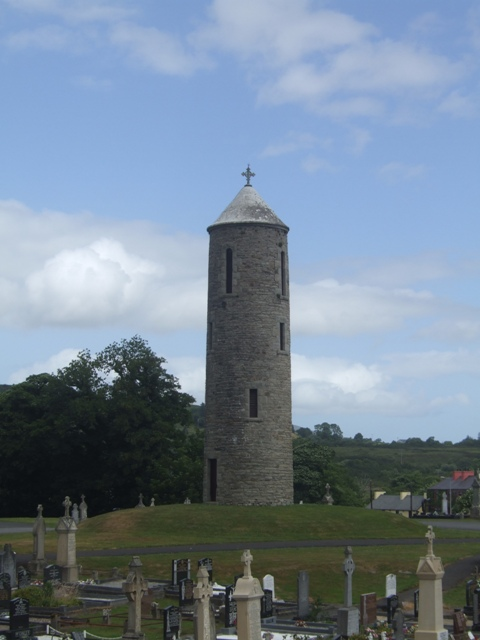
Местная круглая башня

Браклес (англ. Bruckless; ирл. an Bhroclais) — деревня в Ирландии, находится в графстве Донегол (провинция Ольстер). Население — 200 человек (по переписи 2002 года).